# Філа (дочка Селевка)
Філа (грец. Φίλα; після 300 р. до н. е. – після 246 р.) — цариця (василіса) стародавньої Македонії. Вона була дочкою Селевка I Нікатора, засновника імперії Селевкідів, і Стратоніки Сирійської. У 277 або 276 рр. до н. е. вона стала дружиною свого дядька Антигона II Гоната, царя Македонії, і була матір'ю Деметрія II Етолійського (народився 275 р. до н. е.). Вона була подарована Антигону її братом, пізніше Антіохом I, царем імперії Селевкідів. Вона була передана йому під опіку в 294 або 293 році до нашої ери. Це було зроблено шляхом формальної відмови Антіохії від своїх претензій на Македонію і визнання Антігона царем цієї країни після того, як проти нього виступив союз між Антигоном і Нікомедом I Віфінійським.
Весілля Філи було використане Антігоном, щоб підкреслити, що його правління стало поверненням до старої династії Аргеадів і зміцнило його легітимність. Філа не мала офіційної ролі в управлінні країною, але є докази, що вона мала вплив. Незвично для елліністичних правителів, які часто були полігамними, Антігон одружився лише на Філі. Поет Арат написав весільний гімн та епіграму на честь Філи.
На острові Делос була встановлена статуя Філи. На острові вона часто відвідувала святилище Аполлона, ймовірно, копіюючи звичку своєї матері. На острові Самос у Філи був теменос, священна ділянка під офіційним контролем. Можливо, на острові існував культ Філи.

## Примітка
1. ↑  Dictionary of Women Worldwide: 25,000 Women Through the Ages / A. Commire, D. Klezmer — Detroit: Gale, Yorkin Publications, 2006. — 2572 p. — ISBN 978-0-7876-7585-1
2. 1 2 3 4 5  Elizabeth Donnelly Carney, Women and Monarchy in Macedonia, pp. 182—183, University of Oklahoma Press, 2000 ISBN 0806132124.
3. 1 2  George Rawlinson, A Manual of Ancient History from the Earliest Times to the Fall of the Western Empire, p. 261, Clarendon, 1869 OCLC 829150424.
4. ↑  Daniel Ogden, The Legend of Seleucus, p. 170, Cambridge University Press, 2017 ISBN 1107164788.
5. ↑  Janice J. Gabbert, Antigonus II Gonatas: A Political Biography, p. 76, Routledge, 2002 ISBN 1134978014.